# 国家美式足球联盟球员协会
全国橄榄球联盟球员协会（National Football League Players Association）是代表美国全国橄榄球联盟（NFL）全体球员的工会，总部设在美国华盛顿哥伦比亚特区。全国橄榄球联盟球员协会成立于1956年，协会宗旨是作为球员的正式代表与全国橄榄球联盟资方协商谈判全国橄榄球联盟集体谈判协议内容。全国橄榄球联盟球员协会是美国劳工联合会-产业工会联合会的成员，该联合会是美国最大的工会联合会。